# Karen Black

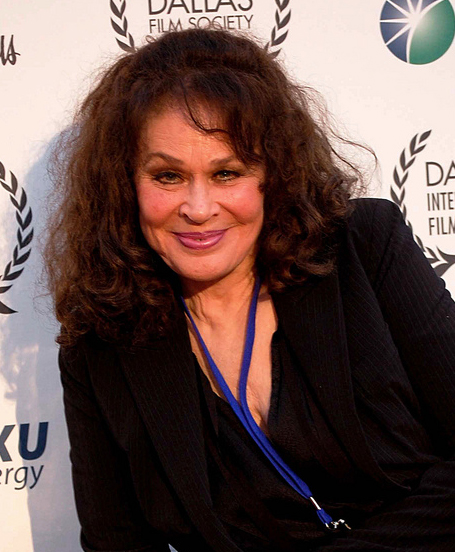
Karen Black, 2010

Karen Blanche Black, geb. Ziegler (* 1. Juli 1939 in Park Ridge, Illinois; † 8. August 2013 in Santa Monica, Kalifornien) war eine US-amerikanische Schauspielerin.

## Leben
Karen Blanche Ziegler wurde als Kind des Ingenieurs und Geschäftsmannes Norman Arthur Ziegler und Elsie Mary Reif, einer Autorin von mehreren preisgekrönten Kinderromanen, in Park Ridge, einem Vorort von Chicago geboren. Sie hatte einen Bruder, und ihre Schwester Gail Brown war ebenfalls Schauspielerin. Ihr Großvater väterlicherseits war Arthur Charles Ziegler, ein Musiker und Konzertmeister des Chicago Symphony Orchestra. Laut ihrer Biografie gehen die Zieglers auf süddeutsche Abstammung über Neukirch (Rottweil) bis nach Dautmergen im Zollernalbkreis zurück. Ihre Großmutter war Marble Eleanore Larsen, die eine norwegische Abstammung hatte.
Den Besuch der Maine Township High School East beendete sie vorzeitig. In den 1960er Jahren arbeitete sie als Kellnerin in New York und besuchte die Schauspielschule von Lee Strasberg. Ihre erste größere Filmrolle hatte sie in Big Boy, jetzt wirst Du ein Mann! (1966, Regie Francis Ford Coppola). Größere Aufmerksamkeit erregte sie in Easy Rider (1969). Der Durchbruch im Filmgeschäft gelang Karen Black 1970 mit Bob Rafelsons Film Five Easy Pieces – Ein Mann sucht sich selbst. In dem Drama, das von einem jungen Mann handelt, der vor einer erfolgreichen Karriere als Konzertpianist flüchtet, stellte Black die Geliebte von Hauptdarsteller Jack Nicholson dar. Für ihre Leistung als Kellnerin Rayette wurde sie ein Jahr darauf gemeinsam mit Maureen Stapleton (Airport) als beste Nebendarstellerin bei der Verleihung der Golden Globe Awards ausgezeichnet und war für einen Oscar nominiert. 1975 gewann Black erneut einen Golden Globe als beste Nebendarstellerin für ihre Rolle in Jack Claytons Drama Der große Gatsby.
Als Schauspielerin war Black bekannt für ihren Blick, der laut dem Magazin Spiegel für „Coolness, Sehnsucht und Wahnsinn“ stand. Von 1955 bis 1962 war sie mit Charles Black, vom 18. April 1973 bis Oktober 1974 mit dem Schauspieler Robert Burton verheiratet, mit dem sie gemeinsam in Trilogy of Terror zu sehen war. Am 4. Juli 1975 heiratete sie den Schauspieler und Drehbuchautor L. M. Kit Carson. Nach ihrer Scheidung heiratete sie am 27. September 1987 den Regisseur und Produzenten Stephen Eckelberry. Sie wurde in ihrer dritten Ehe Mutter eines Sohnes, des Schauspielers, Drehbuchautors und Produzenten Hunter Carson (* 26. Dezember 1975), außerdem adoptierte sie ein drei Monate altes Mädchen (* 1987). Sie war wie ihr Ex-Ehemann L. M. Kit Carson aktives Mitglied bei Scientology.
2009 sang sie einen Part des Songs Dreams Come True Girl auf dem Album Catacombs von Cass McCombs. Ihre letzten beiden Filme waren das Drama She Loves Me Not von Brian Jun und Jack Sanderson, sowie der Mysteryfilm In the Woods. Black starb am 8. August 2013 im Alter von 74 Jahren in Santa Monica an Krebs.
2021 wurde postum das Album Dreaming Of You (1971–1976) veröffentlicht.

## Filmografie (Auswahl)
- 1966: Big Boy, jetzt wirst Du ein Mann! (You’re a Big Boy Now)
- 1968: Der Killer und die Dirne (Hard contract)
- 1969: Easy Rider
- 1970: Five Easy Pieces – Ein Mann sucht sich selbst (Five Easy Peaces)
- 1971: Rivalen des Todes (A gunfight)
- 1971: Drive, He Said
- 1971: Pforte zur Hölle (Born to win)
- 1971: Cisco Pike
- 1973: Revolte in der Unterwelt (The Outfit)
- 1974: Der große Gatsby (The Great Gatsby)
- 1974: Giganten am Himmel (Airport 1975)
- 1975: Frankensteins Spukschloß
- 1975: Nashville
- 1975: Der Tag der Heuschrecke (The Day of the Locust)
- 1976: Familiengrab (Family Plot)
- 1976: Landhaus der toten Seelen (Burnt Offerings)
- 1978: Der Diamantencoup (Controrapina)
- 1978: Lust auf Liebe (In praise of older women)
- 1978: Unternehmen Capricorn (Capricorn One)
- 1979: Piranhas II – Die Rache der Killerfische (Killer Fish)
- 1979: Der Weg zur Macht (Power)
- 1979: Scouts (Mr. Horn)
- 1980: Police Story – Immer im Einsatz: Das Leben einer Polizistin (Police story: Confession of a Lady Cop)
- 1981: Afrikanische Tragödie (Gräset sjunger)
- 1983: Weiß sie, wie man Kuchen backt? (Can she bake a cherry pie?)
- 1983: Schweinebande! (Growing pains)
- 1986: Eternal Evil – Das ewige Böse (The Blue Man)
- 1986: Invasion vom Mars (Invaders from Mars)
- 1987: Invisible Kid (The invisible kid)
- 1988: Homer und Eddie (Homer and Eddie)
- 1990: Der Typ mit dem irren Blick II (Zapped Again!)
- 1992: The Player – Regie: Robert Altman
- 1992: Auntie Lee's Meat Pies – Regie: Joseph F. Robertson
- 1993: Stadtgeschichten / Geschichten aus San Francisco (Tales of the City) (TV-Mini-Serie)
- 1996: Ein Engel in New York
- 1996: Crime Time
- 1996: Kinder des Zorns IV – Mörderischer Kult (Children of the Corn IV: The Gathering)
- 1997: Männer sind zum Küssen da (Men) – Regie: Zoe Clarke-Williams (auch Mitarbeit am Drehbuch)
- 1997: Dogtown
- 1997: Leidenschaftliche Berechnung – Conceiving Ada (Conceiving Ada)
- 1998: Fellows – Auf Leben und Tod (Felons)
- 1999: The Underground Comedy Movie
- 2002: Teknolust
- 2003: Haus der 1000 Leichen (House of 1000 Corpses)
- 2005: My Suicidal Sweetheart
- 2006: Read You Like a Book
- 2007: Suffering Man's Charity
- 2008: The Blue Tooth Virgin
- 2009: Double Duty
- 2012: Vacationland
- 2012: Dark Blood – Regie: George Sluizer
- 2012: Window Dressing (Fernsehserie, eine Folge)
- 2013: In the Woods

## Auszeichnungen

### Oscar
- 1971: nominiert als beste Nebendarstellerin in Five Easy Pieces – Ein Mann sucht sich selbst

### Golden Globe
- 1971: Beste Nebendarstellerin in Five Easy Pieces – Ein Mann sucht sich selbst
- 1975: Beste Nebendarstellerin in Der große Gatsby
- 1976: nominiert in der Kategorie Beste Hauptdarstellerin (Drama) für ihre Rolle in Der Tag der Heuschrecke

### Weitere
National Board of Review
- 1971: Beste Nebendarstellerin in Five Easy Pieces – Ein Mann sucht sich selbst

New York Film Critics Circle Awards
- 1970: Beste Nebendarstellerin in Five Easy Pieces – Ein Mann sucht sich selbst